# 田中征治
田中 征治（たなか せいじ）は、日本の元郵政・総務官僚。総務省大臣官房技術総括審議官、一般財団法人電波技術協会理事長、同名誉会長などを歴任した。

## 経歴
1966年03月31日：熊本大学工学部電気工学科卒業。
1968年03月31日：熊本大学大学院工学研究科電気工学専攻修士課程修了。
1968年04月01日：郵政省入省。
郵政省電波監理局無線通信部陸上課無線局検査官。
1984年04月01日：九州電波監理局放送部長。
1985年07月01日：郵政省放送行政局調査官。
1987年06月19日：科学技術庁研究開発局宇宙国際課長。
1989年06月27日：郵政省大臣官房付。
1989年06月30日：郵政省通信政策局宇宙通信開発課長。
1990年07月06日：郵政省電気通信局電波部計画課長。
1991年06月11日：北陸電気通信監理局長。
1993年07月01日：九州電気通信監理局長。
1995年06月21日：関東電気通信監理局長。
1996年07月01日：郵政省電気通信局電波部長。
1999年07月06日：郵政省大臣官房技術総括審議官。
2001年01月06日：総務省大臣官房技術総括審議官。
2001年07月06日：総務省退官。
2001年08月01日：放送大学学園理事。
2013年04月29日：瑞宝中綬章受章。
その他、NTTドコモ顧問（ネットワーク本部付）、NTTドコモ取締役法人営業本部副本部長、NTTドコモ常務執行役員法人営業本部副本部長、一般財団法人電波技術協会会長、一般財団法人電波技術協会理事長、一般財団法人電波技術協会名誉会長、株式会社ICTサポート代表取締役社長などを歴任した。